# El Ajo
El Ajo es una localidad española perteneciente al municipio de Flores de Ávila, en la provincia de Ávila, comunidad autónoma de Castilla y León. Forma parte de la comarca de la Moraña y del partido judicial de Arévalo.

## Geografía
El Ajo se localiza en una llanura pero, con respecto a la zona que se extiende hacia el norte, se encuentra en una pequeña depresión. Su morfología urbana responde al tipo globular característico de los núcleos morañegos con algunas expansiones recientes hacia los contornos. El emplazamiento de la población está totalmente condicionada a la existencia del cauce del río Trabancos que delimita el casco urbano por el Oeste. Según Pascual Madoz, el lugar hubo de ser repoblado en la Reconquista por gentes venidas de Flandes (ya que se conservaban muchos apellidos de este origen), así como del gran sustrato poblacional de la provincia de Ávila compuesto por Cántabros, Navarros y Vascones entre otros pueblos norteños; se refleja la presencia de estos dos últimos en la abundante toponimia de los municipios colindantes. Cuando él realiza la descripción (siglo XIX), cita un número total de 42 casas, todas ellas de una única planta. Desde cualquiera de sus accesos, la localidad ha visto totalmente trastocada su fisonomía por la instalación de naves y otras construcciones de tipo productivo localizadas en las inmediaciones de su casco urbano. A pesar de que las calles continúan manteniendo su trazado, las viviendas han sufrido reformas profundas que han afectado sustancialmente su estética aunque restan resquicios de la arquitectura popular en algunas construcciones.

## Historia
Fue municipio independiente hasta 1976, año en que se fusionó con el municipio de Flores de Ávila.

## Demografía
| Gráfica de evolución demográfica de El Ajo entre 1842 y 1970 |
| |
| Población de derecho según los censos de población del INE. Población de hecho según los censos de población del INE.Entre el censo de 1981 y el anterior, este municipio desaparece porque se integra en el municipio Flores de Ávila. |

Evolución de la población en el siglo XXI
| Gráfica de evolución demográfica de El Ajo entre 2000 y 2020       |
|                                                                    |
| Población de derecho (2000-2020) según el padrón municipal del INE |

## Economía
En la actualidad, la agricultura cerealista y la ganadería lanar y en menor medida vacuna son los referentes de la economía local.

## Cultura

### Fiestas locales
Celebra San Antón el 17 de enero, la fiesta de la Cruz el 3 de mayo y Santa María Magdalena el 22 de julio. 

## Monumentos de interés

### Iglesia parroquial de Santa María Magdalena
Templo donde se venera de imagen de la patrona Santa María Magdalena, y destaca su poderosa torre mudéjar, construida con ladrillo y cajones de mampostería, en cuyo cuerpo superior se organiza el campanario. Probablemente fuera con anterioridad una torre fuerte de carácter militar.
En el interior podemos contemplar la bóveda en horno y el cañón apuntado con que se cubre la capilla mayor y el retablo barroco de 1761, restaurado, que nos ofrece una copia de la Magdalena penitente de Pedro de Mena.
A los pies de su única nave se organiza una tribuna que es un alfarje de planta rectangular y tiene una rica viga frontal decorada con guirnaldas, ovas y círculos entrelazados.